# (118228) 1996 TQ66
(118228) 1996 TQ66, também escrito como (118228) 1996 TQ66, é um objeto transnetuniano (TNO) que está localizado no cinturão de Kuiper, uma região do Sistema Solar. Ele foi descoberto no dia 8 de outubro de 1996, por Chad Trujillo, David C. Jewitt. Jane X. Luu e Jun Chen. Ele é classificado como um plutino, pois, assim com o Plutão, este objeto está em uma ressonância orbital de 02:03 com o planeta Netuno. o mesmo possui uma magnitude absoluta (H) de 7,1 e, tem cerca de 167 km de diâmetro. por isso é improvável que possa ser classificado como um planeta anão, devido ao seu tamanho relativamente pequeno.

## Órbita
A órbita de (118228) 1996 TQ66 tem um semieixo maior de 39,257 UA e um período orbital de cerca de 250 anos. O seu periélio leva o mesmo a 34,593 UA do Sol e seu afélio a uma distância de 43,921 UA.